# Agora

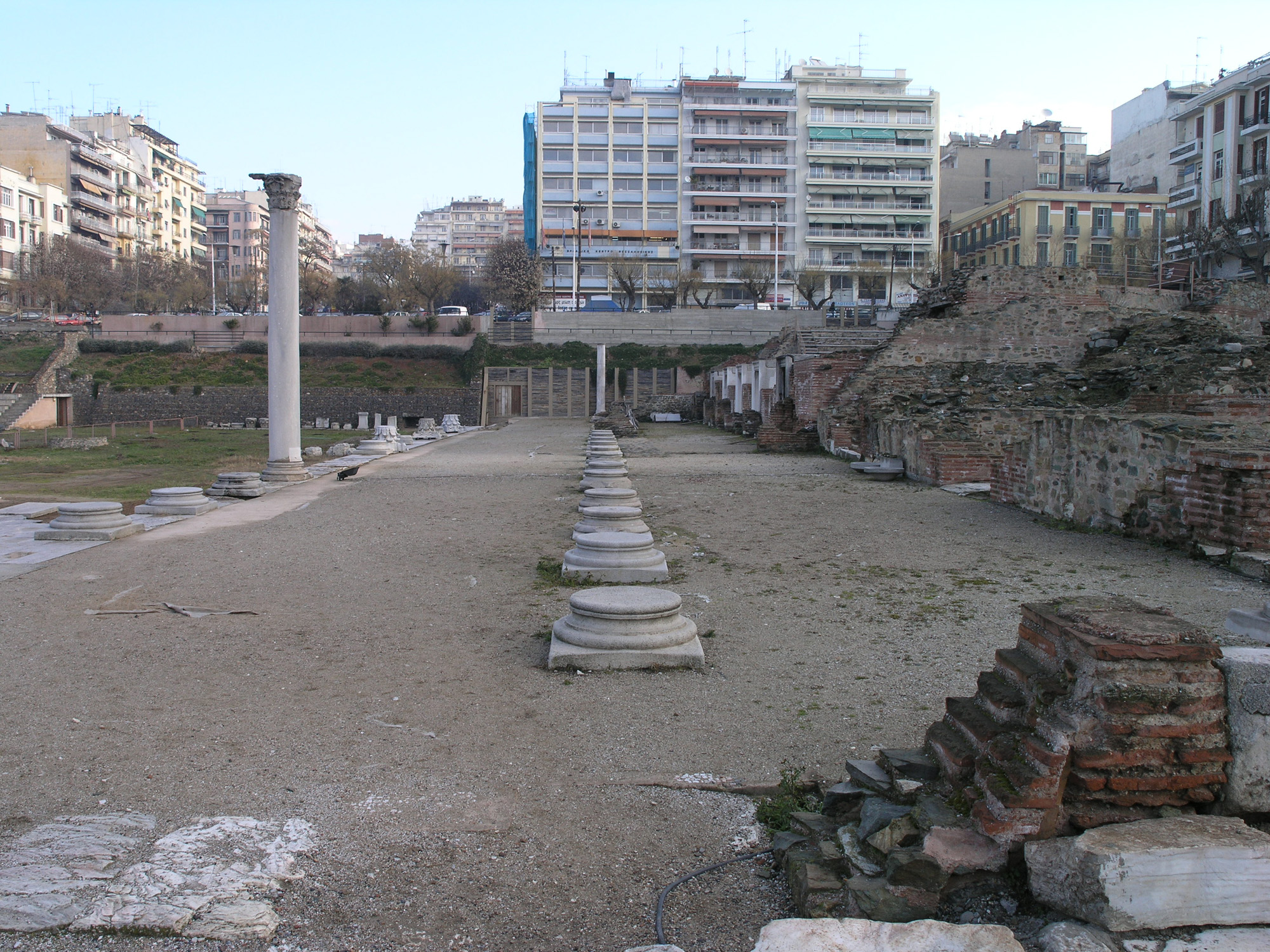
Stoa của agora thời cổ ở Thessaloniki

Agora là nơi lộ thiên để hội họp ở các thành bang Hy Lạp thời cổ xưa. Trong lịch sử Hy Lạp, ngay từ thế kỷ thứ 9 tới thứ 7 trước Công nguyên, các công dân là người nam tự do phải tập họp ở agora để nhận lệnh thi hành nghĩa vụ quân sự hoặc nghe công bố các quyết định của nhà vua hoặc của hội đồng.
Sau này agora được dùng làm nơi họp chợ, nơi những người buôn bán dựng các quán để bán hàng của mình giữa các hàng cột.
Thành Athens cổ hãnh diện về agora rộng lớn của mình nằm ở ngay trung tâm thành phố. Dưới sự cai trị của các nhà độc tài Pisistratus và Hippias, agora của Athens đã được dọn dẹp mở rộng thành một quảng trường lộ thiên hình chữ nhật với chiều dài khoảng 686 m, chiều rộng 585 m. 

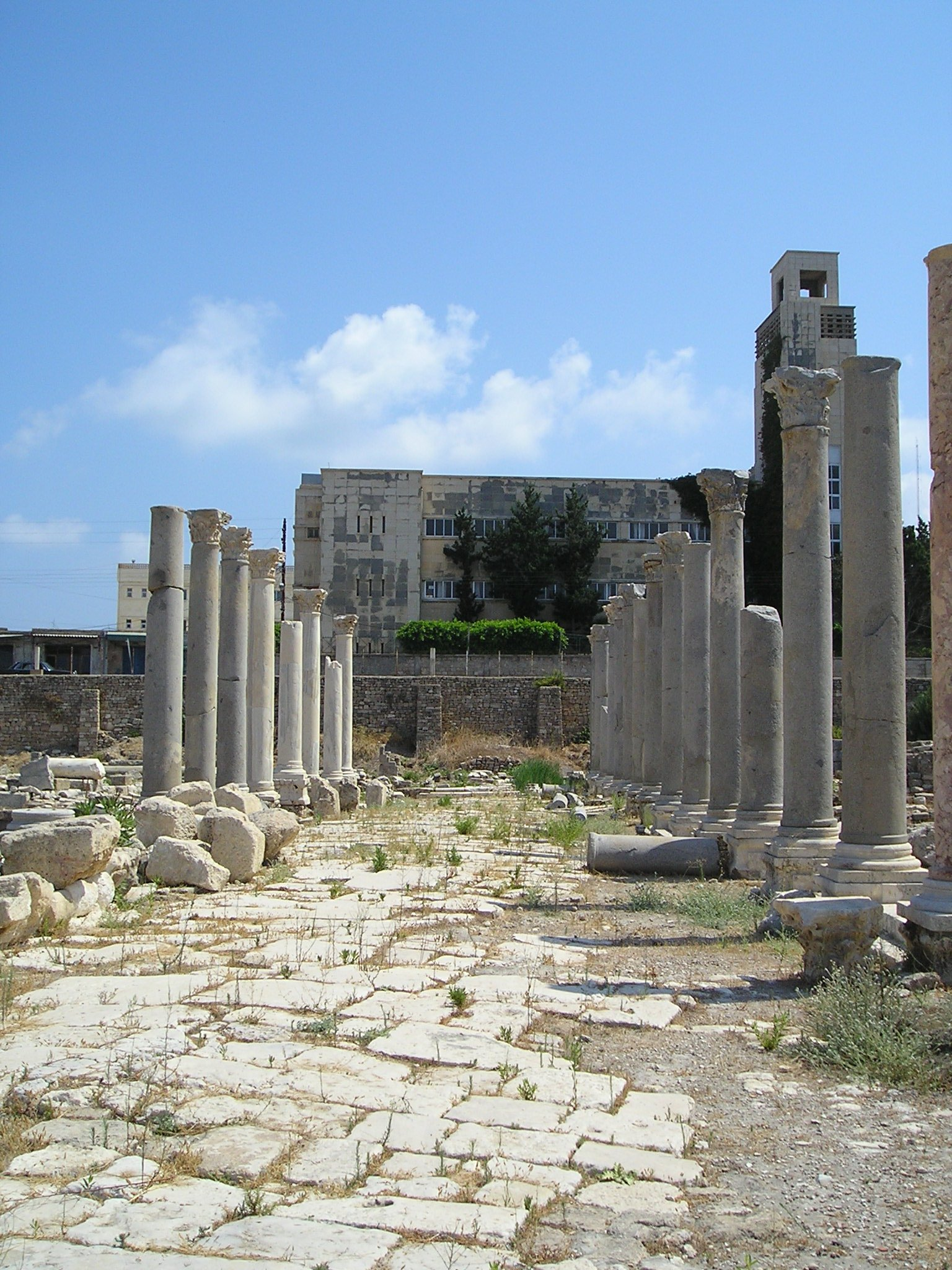
Agora La Mã của thành Týros (nguồn khảo cổ của Al Mina)

Chung quanh agora này là các tòa nhà công cộng, như Bouleuterion, trụ sở của Hội đồng thành Athens, phụ trách việc soạn thảo các luật đưa ra nghị viện biểu quyết, trụ sở tòa án nhân dân cùng các tòa nhà hành chính công cộng và cả tòa nhà tôn giáo như đền Theseion (thờ Theseus, một trong những người sáng lập thành Athens).
Agora cũng là trung tâm sinh hoạt xã hội. Người ta đi dạo, chuyện trò với bạn bè, nhất là dưới bóng Stoa Poikilè, một hàng hiên có những tranh liên tiếp kể về các cảnh lịch sử, các chuyện huyền thoại và nơi trưng bày các khiên mộc chiếm được của kẻ thù.
Agora tương đương với forum của La mã xưa. Từ agoraphobia (chứng sợ khoảng rộng), phái sinh từ agora.